# 河合幸男
河合 幸男（かわい ゆきお、1922年12月2日 - 2016年9月21日）は、日本の詩人。河合紗良（さら）および河合紗己（さき）名義でも活動を行った。
神奈川県横浜市生まれ。横浜市立横浜商業高等学校卒業。堀口大學に学ぶ。詩誌「誌苑」主宰。1967年、詩集『愛と別れ』（河合沙良名義）にて第7回室生犀星詩人賞受賞。2016年、肺炎のため、東京都世田谷区の自宅にて死去。
妻は声楽家の河合敏子。

## 作品

### 詩集
- 『空幻の花 詩集』 私家版、1946年
- 『薄花色の歌』 コクラン社、1951年
- 『愛と別れ』（河合紗良名義） 詩苑社、1967年
- 『熱い蕾』（河合紗己名義） 詩苑社、1974年

### 作詞
- 「小さな恋」（作曲：林光）